# 千歳御門
千歳御門（ちとせごもん）は、富山県富山市の富山城址公園内にある歴史的建造物である。もともと、埋門（うずみもん）と呼ばれていた。
平成20年（2008年）10月29日に富山市指定文化財に指定されている
。

## 概要
嘉永2年（1849年）に前田利保が隠居のために富山城内に造営した千歳御殿の正門として建てられた。
千歳御殿の本体は安政2年（1855年）の大火で焼失して現存していないが、千歳御門はこの焼失から免れ残ったと考えられており、富山城唯一の現存建築遺構である。なお、創建当初のものではなく安政2年（1855年）の大火で焼失後の再築との説もあったが、富山城址公園への移築工事中に柱に「嘉永二年酉 七月上旬出来」との墨書（に写真あり）が発見され、千歳御殿建築当時のものであることが確認された。
明治5年（1872年）に千歳御殿が解体された際、千歳御門は富山市米田の豪農に払下げられ、郊外に移築された。そのため、移築前の元の場所を襲った大火や空襲を免れ残ることができた。所有者が平成17年（2005年）に富山市に寄贈。平成18年（2006年）から平成20年（2008年）にかけて富山城址公園内に移築され、平成24年（2012年）4月より常時開門を開始して城址公園の新たな玄関口となった。
千歳御門が元々建造された富山市桜木町は、この地より東に約100メートル離れた場所である。当時は西向きに建てられていたが、現在は東向きに建てられている。
門は総欅造りで、門形式は三間薬医門（さんげんやくいもん）といわれる格式の高い城門建築で、桁行（正面）が約6mで梁間（側面）が約2mである。現存する同形式の門は東大の赤門（旧 加賀屋敷御守殿門）だけとされる。

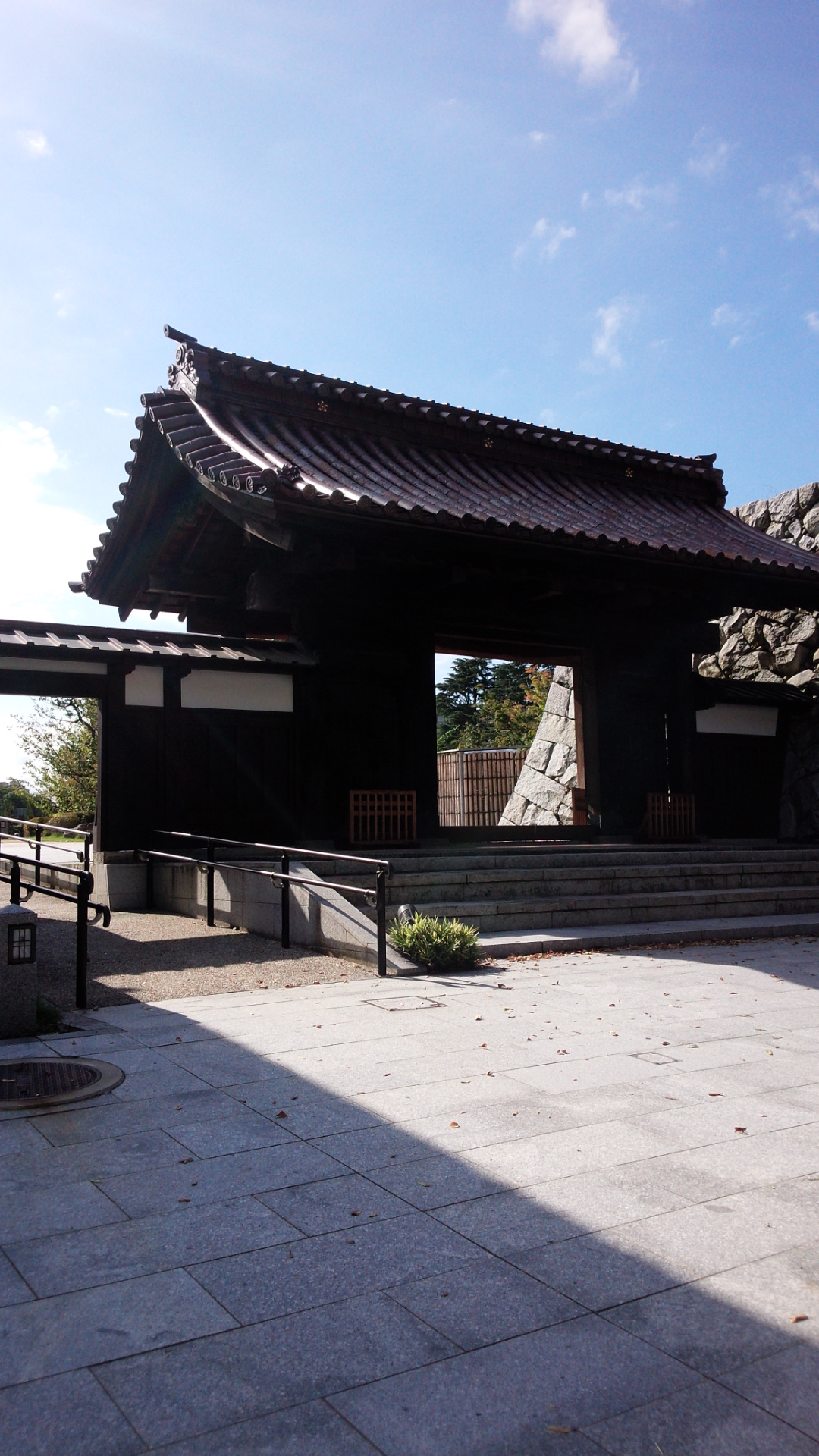
正面から見た千歳御門
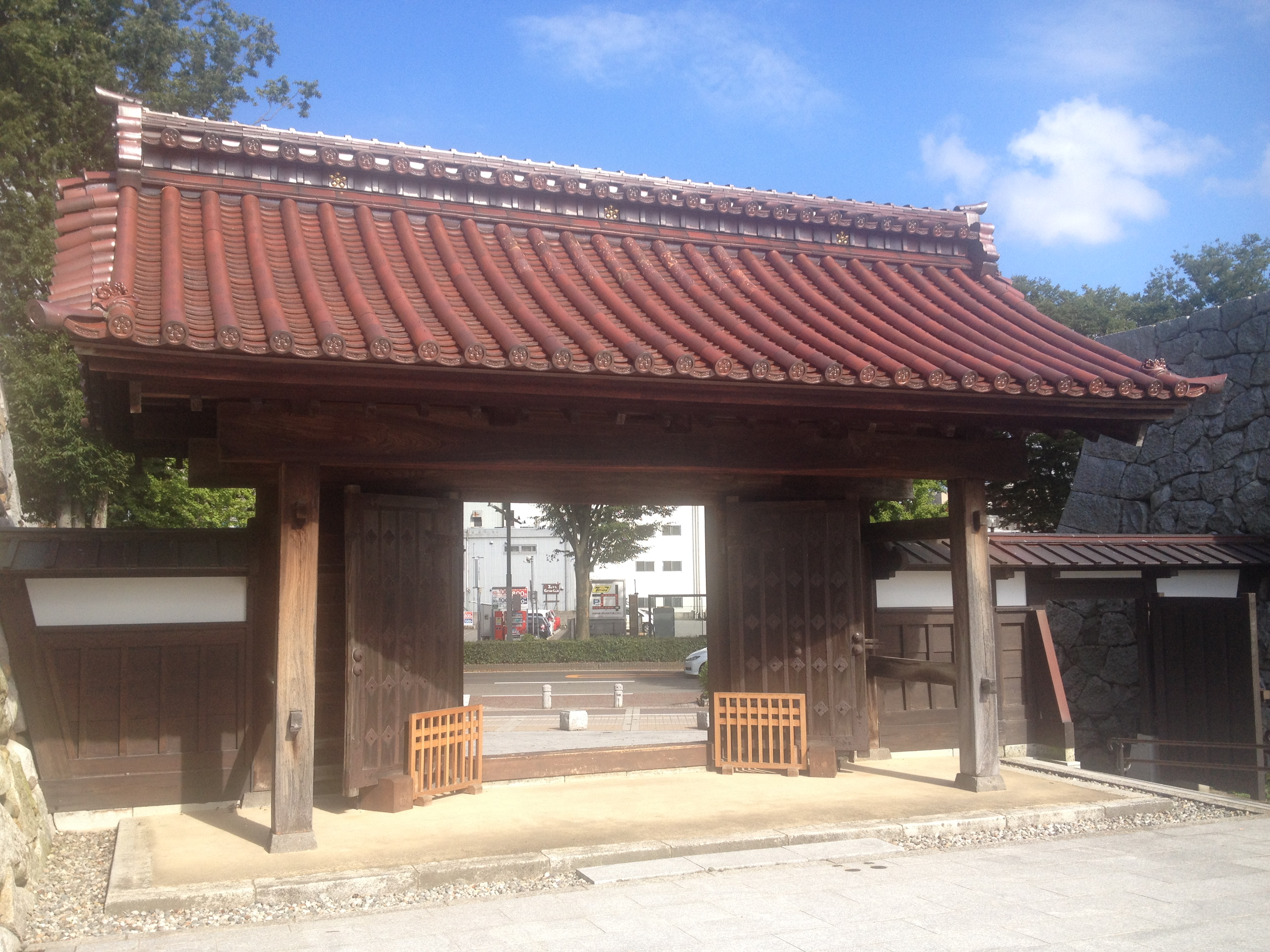
内側から見た千歳御門
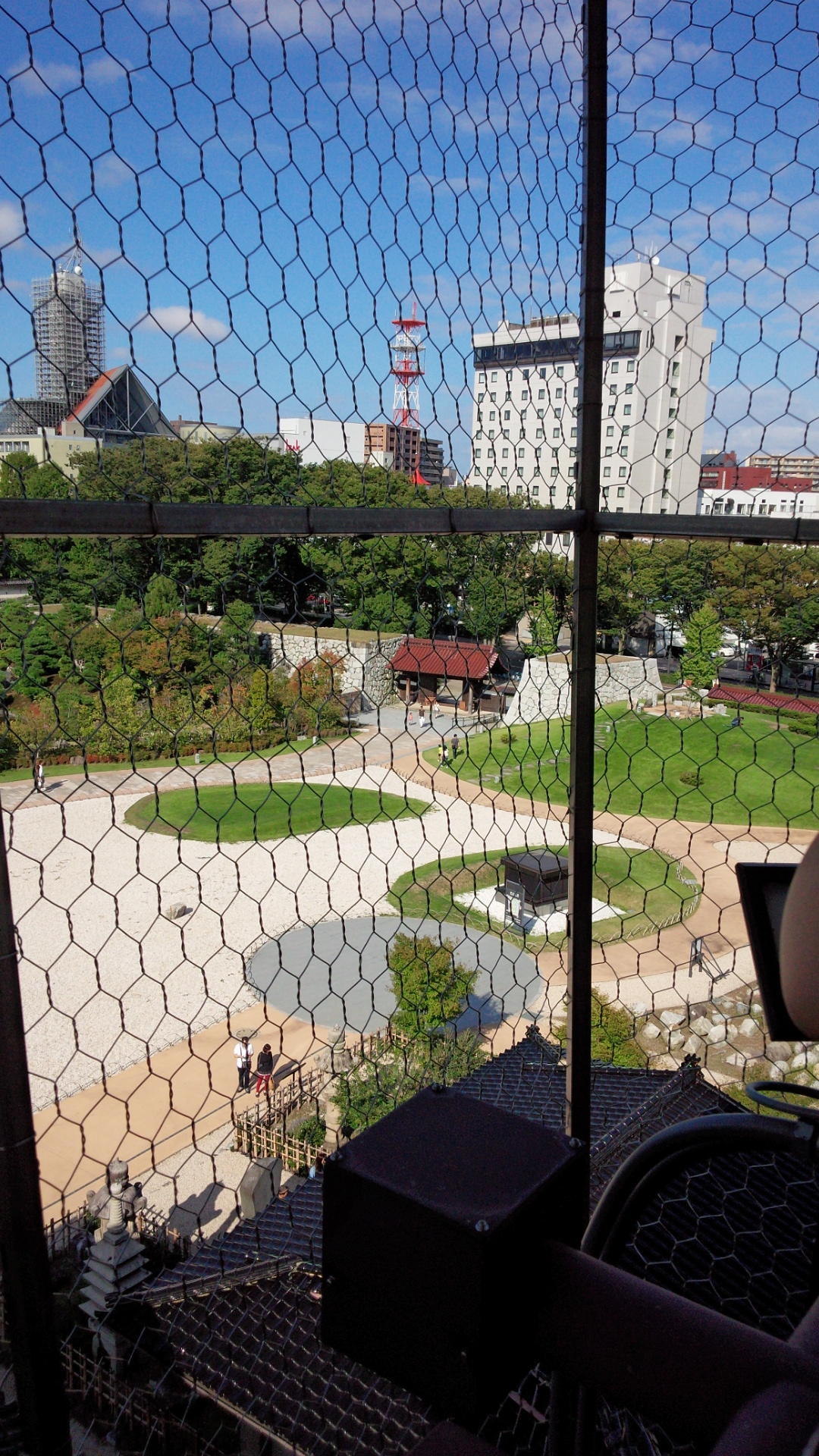
富山城天守閣から見る千歳御門
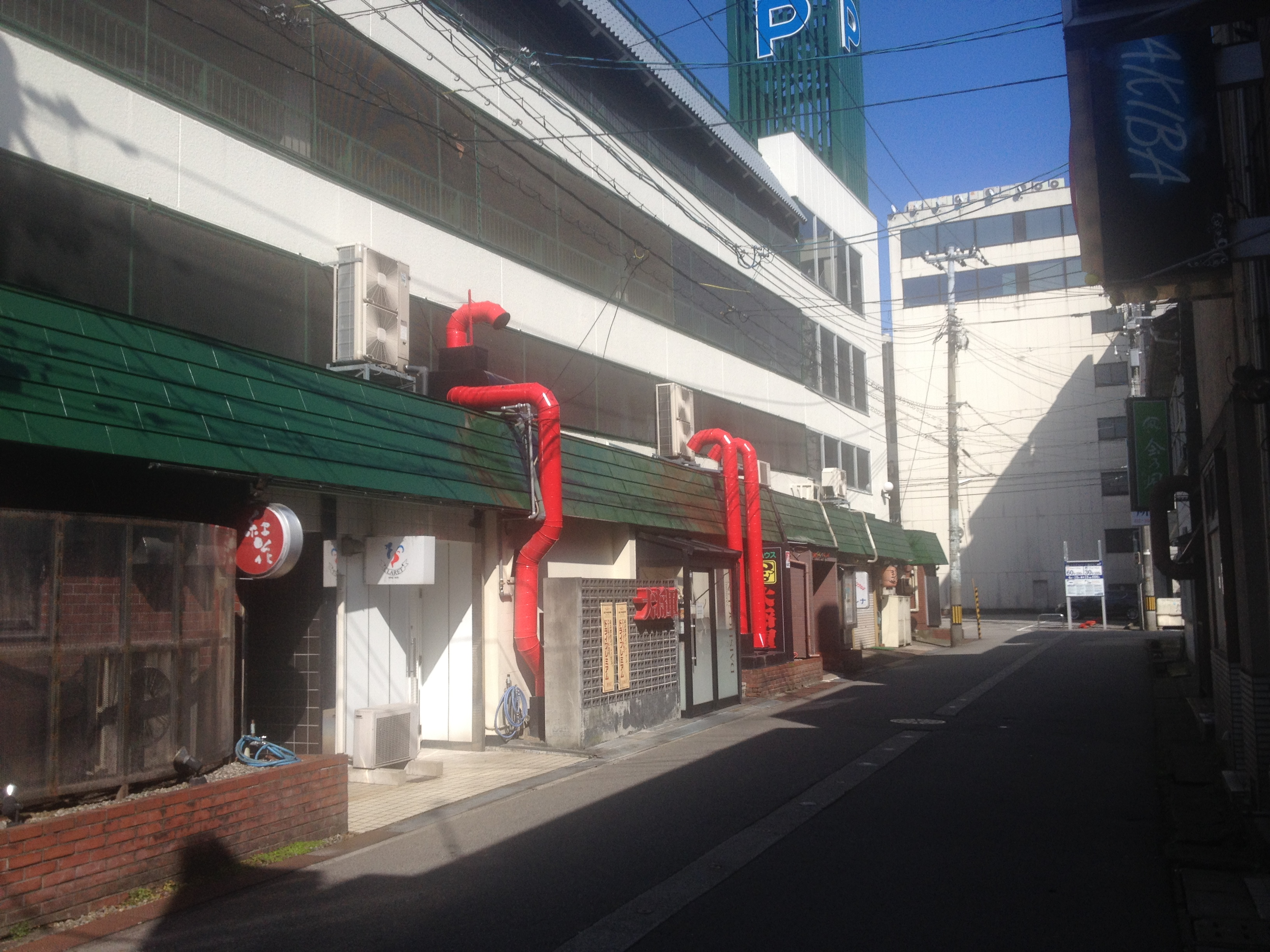
千歳御門が元々建造された富山市桜木町の跡地
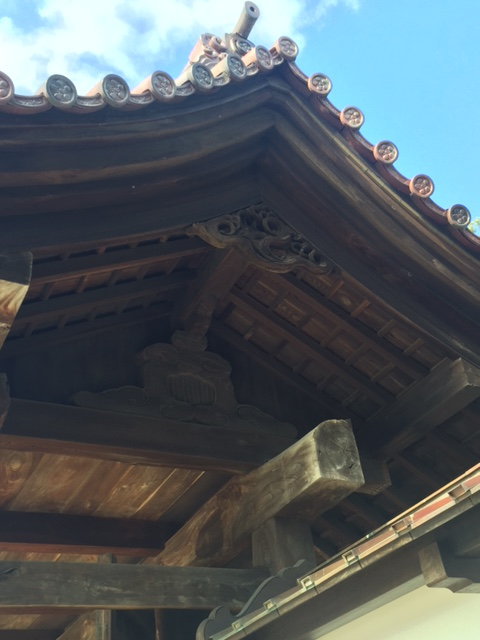
千歳御門の屋根